# Istituto missioni Consolata
L'Istituto missioni Consolata (in latino Institutum missionum a Consolata; sigla I.M.C.) è un istituto religioso clericale di diritto pontificio.

## Storia

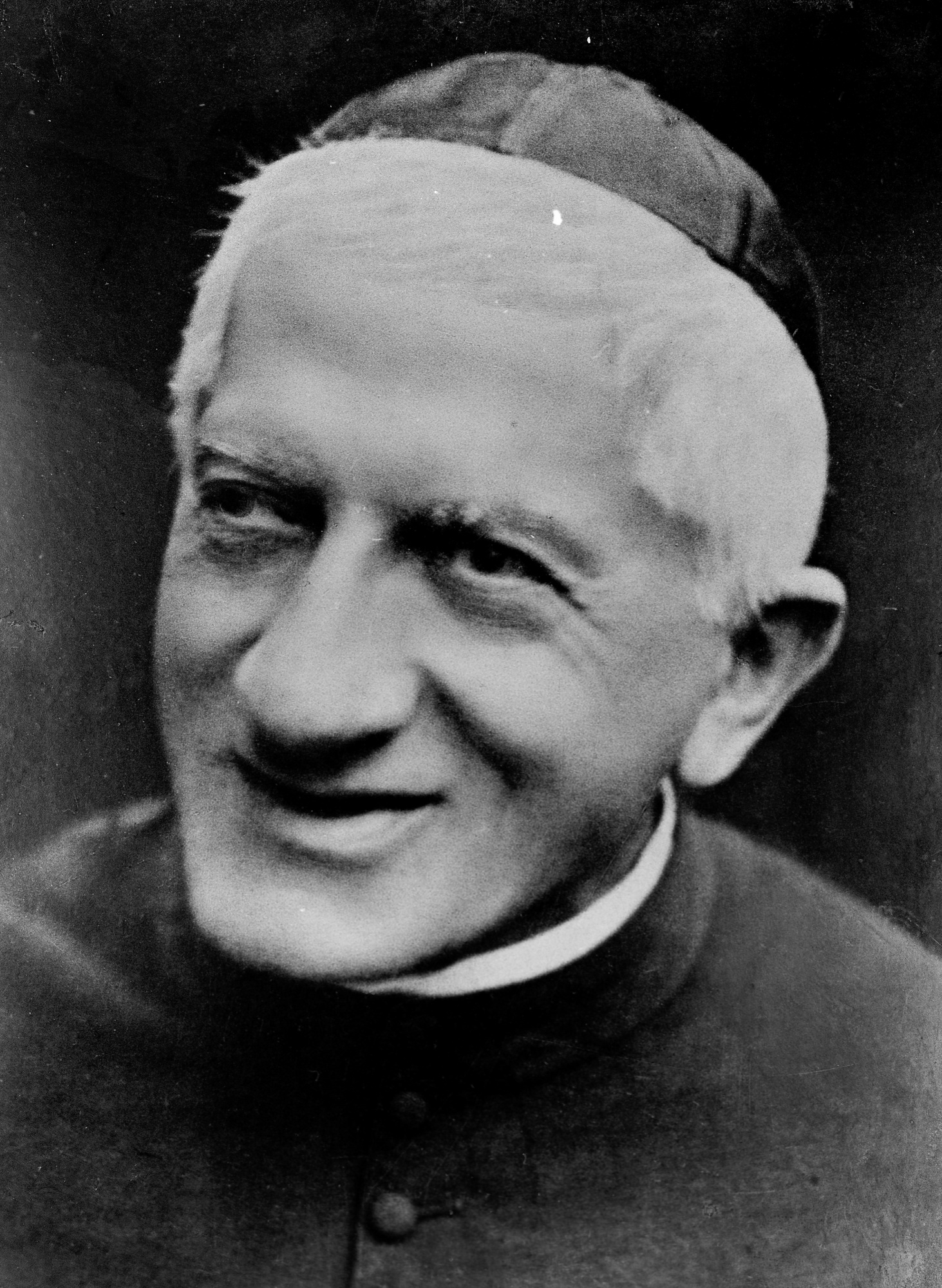
Giuseppe Allamano, fondatore dell'istituto

La congregazione venne fondata dal sacerdote italiano Giuseppe Allamano (1851-1926), rettore del santuario della Consolata di Torino: desideroso di continuare l'azione evangelizzatrice del cardinale Guglielmo Massaia in Etiopia, ma impossibilitato a recarsi all'estero per motivi di salute, nel 1885 iniziò a dedicarsi alla formazione dei sacerdoti da mandare in terra di missione. Allamano era intenzionato ad aggregare la sua opera all'istituto dei Santi Pietro e Paolo di Roma (poi confluito nel PIME), ma l'arcivescovo di Torino Agostino Richelmy e altri diciassette vescovi del Piemonte gli diedero mandato di fondare un nuovo istituto, cosa che avvenne formalmente il 29 gennaio 1901. Richelmy approvò l'istituto il 12 ottobre 1905.
I primi cinque missionari della Consolata giunsero presso i Kikuyu, in Kenya, il 3 maggio 1902. L'istituto ottenne il pontificio decreto di lode il 28 dicembre 1909 e le sue costituzioni vennero approvate definitivamente dalla Congregazione de Propaganda fide il 7 settembre 1923.
Esiste anche il ramo femminile delle suore missionarie della Consolata, fondato dallo stesso Allamano nel 1910.

## Attività, carisma e diffusione
I missionari della Consolata si dedicano essenzialmente all'evangelizzazione dei popoli.
Sono presenti in Africa (Angola, Costa d'Avorio, Etiopia, Gibuti, Kenya, Marocco, Mozambico, Repubblica Democratica del Congo, Sudafrica, Tanzania) in America Latina (Argentina, Brasile, Colombia, Ecuador, Messico, Venezuela), in Nord America (Stati Uniti, Canada), in Asia (Corea del Sud, Mongolia, Taiwan) ed Europa (Italia, Polonia, Portogallo, Regno Unito, Spagna); la sede generalizia è a Roma.
Alla fine del 2015 la congregazione contava 220 case e 980 religiosi, 763 dei quali sacerdoti.